# Jürgen Mistol

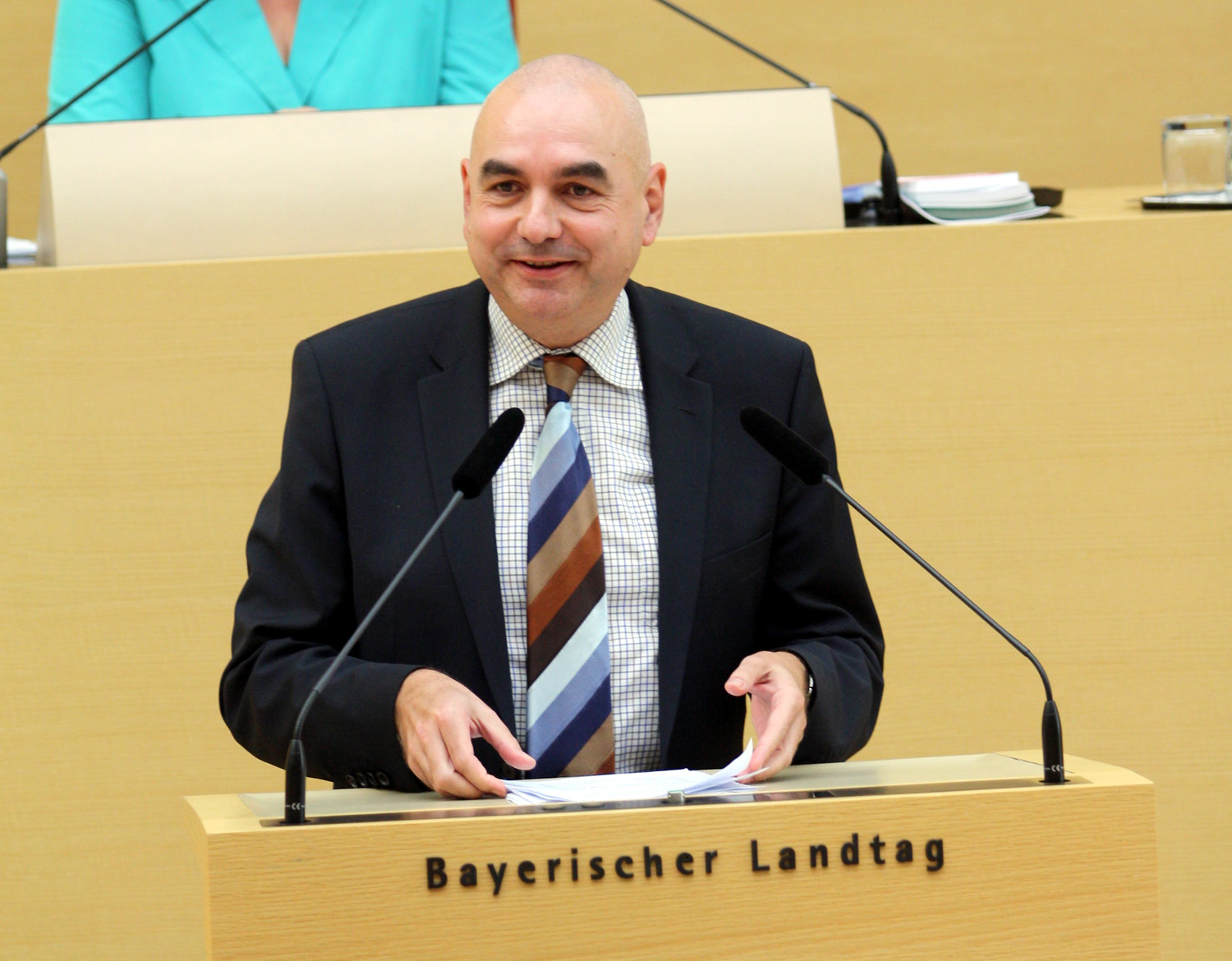
Jürgen Mistol (Dez. 2013)

Jürgen Mistol (* 16. April 1965 in Regensburg) ist ein deutscher Politiker (Bündnis 90/Die Grünen) und Krankenpfleger. Er ist seit den Landtagswahlen 2013 Abgeordneter des Bayerischen Landtags und seit der 18. Legislaturperiode Parlamentarischer Geschäftsführer der Landtagsfraktion Bündnis 90/Die Grünen.

## Leben
Jürgen Mistol ist in Regensburg aufgewachsen. Nach Abitur und Zivildienst durchlief er eine Ausbildung zum Krankenpfleger. Parallel zu seiner Berufstätigkeit studierte er später Soziologie an der Universität Regensburg. Im Jahr 1991 trat Mistol den Grünen bei. Ab 1998 leitete er das Büro einer Landtagsabgeordneten, bevor er 2013 selbst in den Bayerischen Landtag gewählt wurde. Jürgen Mistol ist verheiratet.

## Politisches Engagement
2002 wurde Jürgen Mistol in den Regensburger Stadtrat gewählt, wo er von 2006 bis 2014 das Amt des Fraktionsvorsitzenden der Grünen übernahm. Von 2014 bis 2020 war er Mitglied im Ausschuss für Umweltfragen, Natur- und Klimaschutz sowie im Ausschuss für Wirtschaft. In der neuen Wahlperiode des Stadtrats ist er seit Mai 2020 weiterhin Mitglied im Ausschuss für Wirtschaft sowie Mitglied im Rechnungsprüfungsausschuss. Von 1996 bis 2002 war er Kreisvorsitzender von Bündnis 90/Die Grünen in Regensburg und von 2000 bis 2008 Mitglied im Parteirat der bayerischen Grünen.

## Abgeordnetentätigkeit
Im Oktober 2013 wurde Jürgen Mistol in den Bayerischen Landtag gewählt. Dort war er bis Oktober 2018 Mitglied im Innen- und im Europaausschuss sowie Sprecher für Bauen, Wohnen, Kommunale Fragen und Sport der Landtagsfraktion Bündnis 90/Die Grünen. Seit dem 15. Februar 2017 gehört er zudem als stellvertretender Fraktionsvorsitzender dem Fraktionsvorstand der bayerischen Grünen an. Im Oktober 2018 wurde Jürgen Mistol erneut in den Landtag gewählt und fungiert seitdem als Parlamentarischer Geschäftsführer der Landtagsfraktion Bündnis 90/Die Grünen. Außerdem ist er Mitglied im neu eingerichteten Ausschuss des Landtags für Wohnen, Bau und Verkehr und als Wohnungspolitischer Sprecher seiner Fraktion tätig.  Dort ist Mistol außerdem Mitglied des Ältestenrates. Bei der Landtagswahl 2023 zog er erneut in den Landtag ein, wo er als Parlamentarischer Geschäftsführer sowie als wohnungspolitischer Sprecher im Ausschuss für Wohnen, Bau und Verkehr tätig ist.

## Mitgliedschaften und Nebentätigkeiten
In seiner ersten Wahlperiode vertrat Mistol die Landtagsfraktion im Beirat für sparkassenpolitische Grundsatzfragen, im Beirat des Hauses der Bayerischen Geschichte, im Landessportbeirat und als stellvertretendes Mitglied im Landesdenkmalbeirat. Seit 2014 ist er Mitglied im Kuratorium der Universität Regensburg, des Aufsichtsrates der Stadtwerke Regensburg (das Stadtwerk Regensburg GmbH) und des Aufsichtsrates des Regensburger Verkehrsverbundes (RVV). Er ist Mitglied in der Mitgliederversammlung der Europäischen Akademie Bayern und seit Juni 2018 Mitglied im Aufsichtsrat der NaBau eG.
Seit 2019 fungiert er als stellvertretender Vorsitzender im Anstaltsbeirat der Justizvollzugsanstalt Regensburg sowie in den Maßregelvollzugsbeiräten in der Klinik für Forensische Psychiatrie und Psychotherapie am Bezirkskrankenhaus Parsberg und Klinik für Forensische Psychiatrie und Psychotherapie am Bezirksklinikum Regensburg. Außerdem ist Jürgen Mistol seit 2019 stellvertretendes Mitglied in der Richterinnen- und Richter-Wahlkommission des Bayerischen Landtags und seit Februar 2019 als Koordinator für die Zusammenarbeit des Bayerischen Landtags  mit der Abgeordnetenkammer des Parlaments der Tschechischen Republik tätig. Seit Februar 2019 ist er Vorsitzender des Fördervereins der Freiwilligenagentur Regensburg.